# ブリスベンの地名
ブリスベンの郊外の一覧（List of Brisbane suburbs）。

## 北部
- アルビオン(Albion)
- アルダーレイ(Alderley)
- アスコット(Ascot)
- アシュグローブ(Ashgrove)
- アスプレイ(Aspley)
- ボールド･ヒルズ(Bald Hills)
- バンヨー(Banyo)
- ブーンダル(Boondall)
- ブラッケン･リッジ(Bracken Ridge)
- ブリッジマン･ダウンズ(Bridgeman Downs)

- ブライトン(Brighton)
- カーセルダイン(Carseldine)
- チャームサイド(Chermside)
- チャームサイド･ウエスト(Chermside West)
- クレイフィールド(Clayfield)
- ディーゴン(Deagon)
- イーグル･ファーム(Eagle Farm)
- エバートン･パーク(Everton Park)
- フィッツィボン(Fitzgibbon)
- ジーバン(Geebung)

- ゴードン･パーク(Gordon Park)
- グランジ(Grange)
- ハミルトン(Hamilton)
- ヘンドラ(Hendra)
- ケドロン(Kedron)
- ケルビン･グローブ(Kelvin Grove)
- ルティーチェ(Lutwyche)
- マクドウォル(McDowall)
- ミッチェルトン(Mitchelton)
- ニューマーケット(Newmarket)

## 南部
- アカシア･リッジ(Acacia Ridge)
- アルジェスター(Algester)
- ベリンバ(Berrinba)
- カラムヴェール(Calamvale)
- ダラ(Darra)
- ドゥーランデラ(Doolandella)
- デュラック(Durack)
- ダットン･パーク(Dutton Park)
- エイト･マイル･プレインズ(Eight Mile Plains)

- エレン･グローブ(Ellen Grove)
- フォレスト･レイク(Forest Lake)
- ヒースウッド(Heathwood)
- イナラ(Inala)
- カラワサ(Karawatha)
- ララピンタ(Larapinta)
- マクレガー(Macgregor)
- パララ(Pallara)
- リッチランズ(Richlands)

- ロバートソン(Robertson)
- ランコーン(Runcorn)
- ストレットン(Stretton)
- サニーバンク(Sunnybank)
- サニーバンク･ヒルズ(Sunnybank Hills)
- ワコル(Wacol)
- ウィラウォン(Willawong)

## 東部
- アナリー(Annerley)
- アーチャフィールド(Archerfield)
- バルモラル(Balmoral)
- ベルモント(Belmont)
- ブリンバ(Bulimba)
- バーバンク(Burbank)
- キャンプ･ヒル(Camp Hill)
- キャノン･ヒル(Cannon Hill)
- カパラバ･ウエスト(Capalaba West)
- カリーナ/カリーナ･ハイツ(Carina/Carina Hts.)

- カリンデール(Carindale)
- チャンドラー(Chandler)
- クーパーズ･プレインズ(Coopers Plains)
- クーパルー(Coorparoo)
- フェアフィールド(Fairfield)
- グリーンスロープス(Greenslopes)
- ガムデール(Gumdale)
- ホーソーン(Hawthorne)
- へマント(Hemmant)
- ホーランド･パーク/ウエスト(Holland Park/West)

- クラビー(Kuraby)
- ロタ(Lota)
- リットン(Lytton)
- マッケンジー(Mackenzie)
- マンリー(Manly)
- マンリー･ウエスト(Manly West)
- マンスフィールド(Mansfield)
- モロッカ(Moorooka)
- モートン島(Moreton Island)
- モーニングサイド(Morningside)

## 西部
- アンステッド(Anstead)
- オーカンフラワー(Auchenflower)
- バードン(Bardon)
- ベルボウリー(Bellbowrie)
- ブルックフィールド(Brookfield)
- チャペル･ヒル(Chapel Hill)
- チュワー(Chuwar)
- エノゲラ(Enoggera/E. Reservoir)
- ファーニー･グローブ(Ferny Grove)
- フィグ･トゥリー･ポケット(Fig Tree Pocket)
- ガイソーン(Gaythorne)

- インドロピリー(Indooroopilly)
- カラナ･ダウンズ(Karana Downs)
- ケンモア(Kenmore)
- ケンモア･ヒルズ(Kenmore Hills)
- カペラ(Keperra)
- コーロ(Kholo)
- レイク･マンチェスター(Lake Manchester)
- モギル(Moggill)
- マウント･クーサ(Mt Coot-tha)
- マウント･クロズビー(Mt Crosby)

- パディントン(Paddington)
- ピンジャラ･ヒルズ(Pinjarra Hills)
- プレンヴェール(Pullenvale)
- レッド･ヒル(Red Hill)
- セント･ルシア(St Lucia)
- タリンガ(Taringa)
- ザ･ギャップ(The Gap)
- トゥウォング(Toowong)
- アッパー･ブルックフィールド(Upper Brookfield)
- アッパー･ケドロン(Upper Kedron)

## セントラル
- ボウエン･ヒルズ(Bowen Hills)
- ブリスベン･シティー(Brisbane City)
- イースト･ブリスベン(East Brisbane)
- フォーティテュード・ヴァリー(Fortitude Valley)

- ハーストン(Herston)
- ハイゲート･ヒル(Highgate Hill)
- カンガルー･ポイント(Kangaroo Point)
- ミルトン(Milton)

- ニュー･ファーム(New Farm)
- サウス･ブリスベン(South Brisbane)
- スプリング･ヒル(Spring Hill)
- ウエスト･エンド(West End)